# Raijin
Raijin (japanisch 雷神 Donner-Gott) ist ein japanischer Shintō-Gott, der auch im japanischen Volksglauben von Bedeutung ist.

## Andere Namen
Andere Bezeichnungen für den Donnergott sind Kaminari-sama (雷様), Raiden-sama (雷電樣), Narukami (鳴神 Donnergrollen-Gott) und Raikō (雷公 = ‚Herr des Donners‘). Die Namen Kaminari-sama = ‚ehrenwerter Donner‘ und Raiden-sama = ‚ehrenwerter Donner-und-Blitz‘ sind als unmittelbare Personifikationen des Donners bzw. des Gewitters zu verstehen. Sama (様) ist ein Suffix, das zur sehr höflichen und respektvollen Anrede an einen Namen angehängt wird, vergleichbar einem deutschen ‚ehrenwerter Herr‘ oder ‚verehrter …‘.
Im Kojiki gibt es die acht Donnergötter (八雷神, Yakusa no ikazuchi no kami), die in der Unterwelt bei der Verwesung und Umwandlung der Urmutter Izanami no mikoto entstehen:
- Oho-ikazuchi (大雷, „großer Donner“) aus ihrem Kopf,
- Hono-ikazuchi (火雷, „Feuer-Donner“) aus ihrer Brust,
- Kuro-ikazuchi (黒雷, „schwarzer Donner“) aus ihrem Bauch,
- Saku-ikazuchi (折雷, „berstender Donner“) aus ihren Genitalien,
- Waka-ikazuchi (若雷, „junger Donner“) aus ihrer linken Hand,
- Tsuchi-ikazuchi (土雷, „Erd-Donner“) aus ihrer rechten Hand,
- Naru-ikazuchi (鳴雷, „tosender Donner“) aus ihrem linken Bein und
- Fusu-ikazuchi (伏雷, „ruhender Donner“) aus ihrem rechten Bein.

## Der Donnergott in der Volkssage
Im Volksshintō heißt es, dass Sugawara no Michizane, der ein führender Gelehrter, Dichter und politische Figur der japanischen Heian-Zeit war, nach seinem Tode zu der Gottheit Tenjin (天神) wurde und über den Donner gebot.
Beim Takayama Matsuri, eines von mehreren japanischen Volksfesten, wird auf einem der Festwagen die Geschichte vom Raijin mit Puppen dargestellt, wie er von seiner Wolke fällt, als er einer Bäuerin neugierig beim Wäschewaschen zuschaut. Gewöhnlich tritt Raijin gemeinsam mit Fūjin, dem Gott des Windes, auf.

## Darstellung in der Kunst

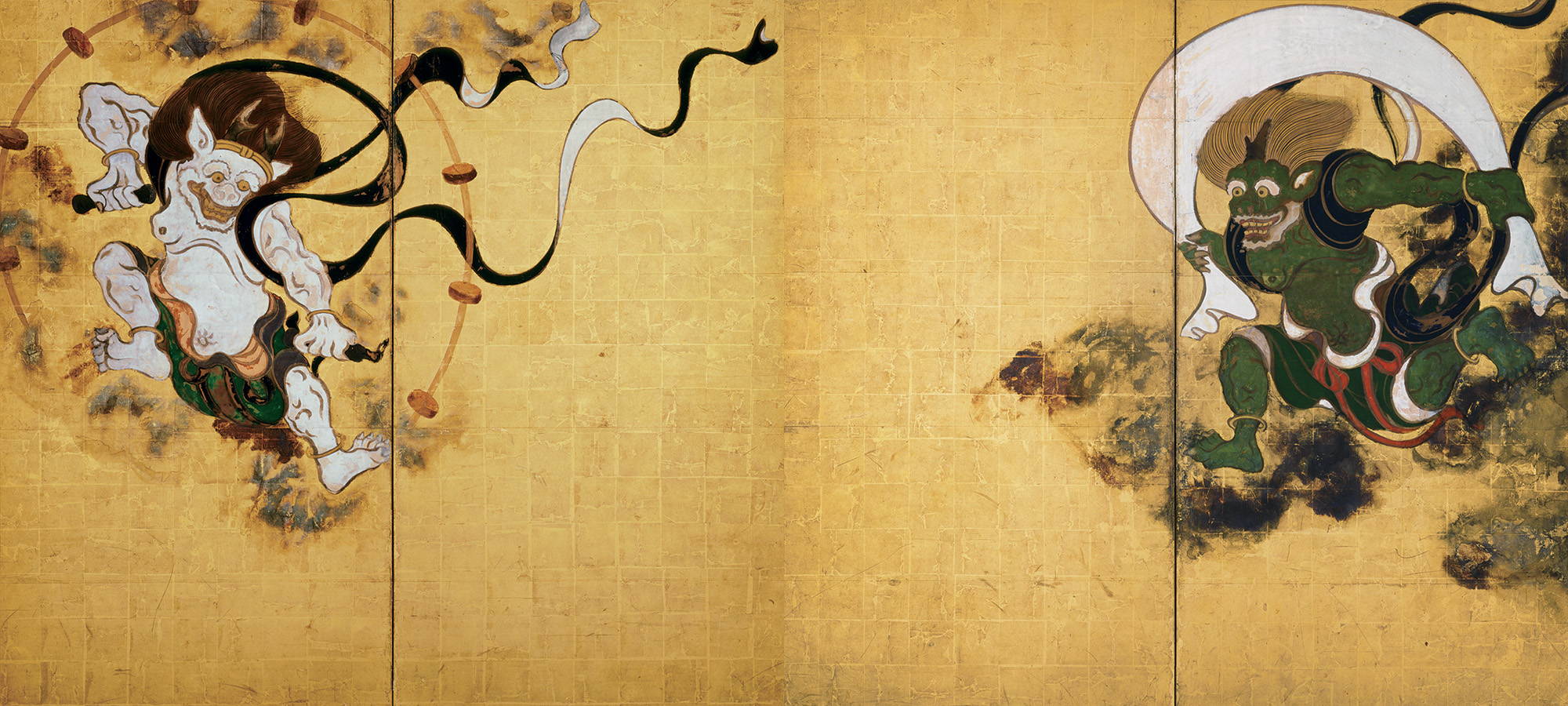
Fūjin-raijin-zu

Die in Japan geläufigste Darstellung des Donnergottes Raijin folgt dem Fūjin-raijin-zu (風神雷神図 = ‚Fūjin-Raijin-Bild‘, ‚Darstellung der Windgottes und des Donnergottes‘) des Malers Tawaraya Sōtatsu. In diesem wird Raijin als gehörnter Dämon gezeigt, der, mit einem Lendenschurz aus Tigerfell bekleidet, Trommeln zur Entfesselung des Donners schlägt.
Im Sanjūsangen-dō-Tempel in Kyoto sind Fujin und Raijin als lebensgroße Figuren aus der Kamakura-Epoche Mitte des 13. Jahrhunderts dargestellt. Beide Figuren sind Nationalschätze und flankieren die lange Reihe der 1000 Kannon-Figuren als Schutzgestalten.

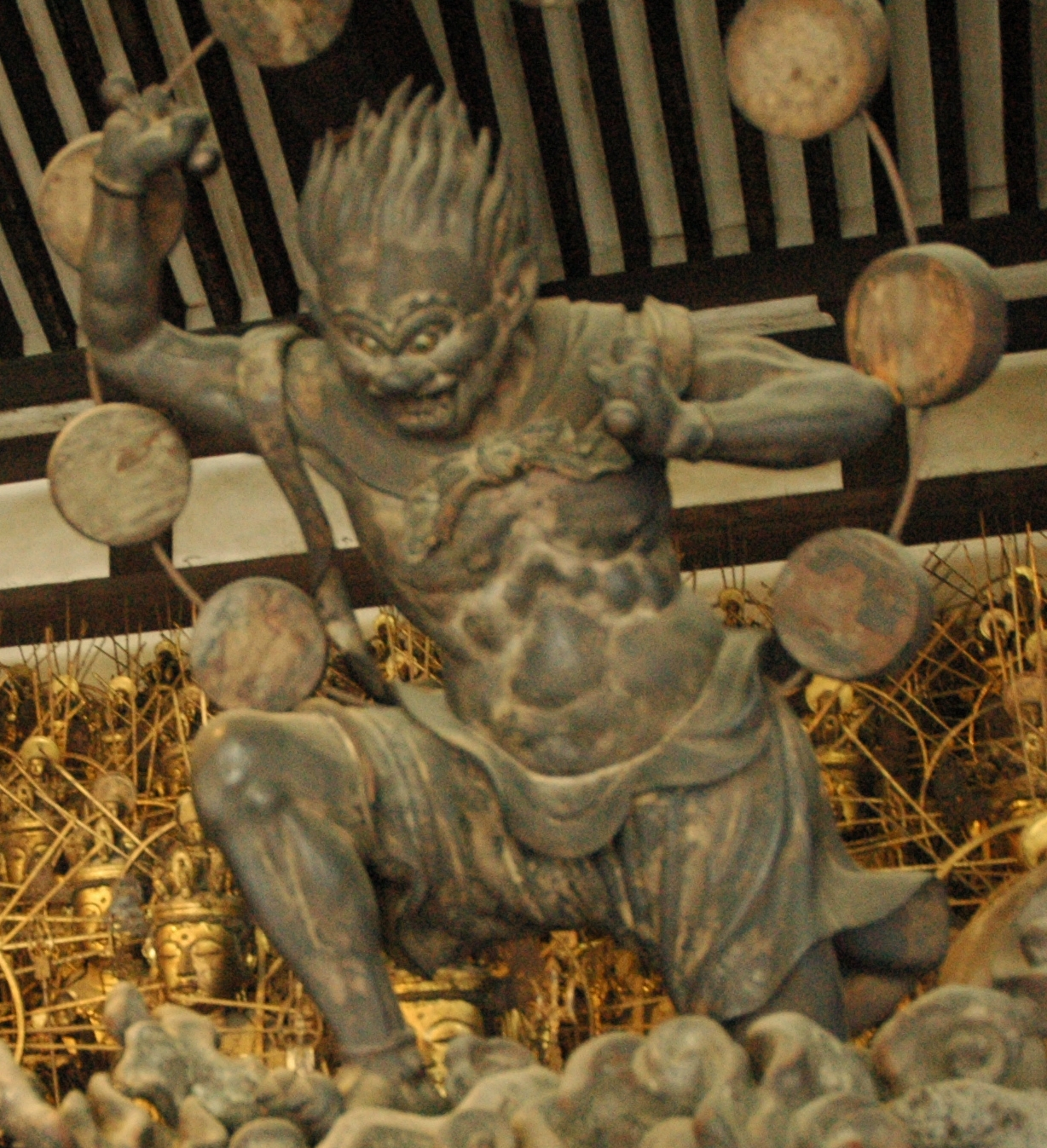
Sanjusangendo Raijin